# Chaetosiphon hirticorne
Chaetosiphon hirticorne är en insektsart som först beskrevs av Takahashi, R. 1960.  Chaetosiphon hirticorne ingår i släktet Chaetosiphon och familjen långrörsbladlöss. Inga underarter finns listade i Catalogue of Life.